# Tshechogling
| Tibetische Bezeichnung                  |
| --------------------------------------- |
| Tibetische Schrift: ཚེ་མཆོག་གླིང༌           |
| Wylie-Transliteration: tshe mchog gling |
| THDL-Transkription: tsemchokling        |
| Andere Schreibweisen: Tshechogling      |

Das Kloster Tshechogling (tibetisch ཚེ་མཆོག་གླིང༌ THL tsemchokling, Wylie tshe mchog gling) oder Shideling (tibetisch : Wylie zhi bde gling) der Gelug-Schule des tibetischen Buddhismus am südlichen Ufer des Lhasa He war einer der sogenannten Vier Regentschaftstempel (tibetisch གླིང་ཆེན་བཞི་ Wylie gling chen bzhi) Lhasas.
Der Tempel liegt etwa 7 km südlich vom Stadtzentrum Lhasas entfernt, auf der gegenüberliegenden Seite des Flusses Lhasa. Das ihn umgebende Dorf wurde nach dem benannt. Der Tempel soll 1782 von Yongdzin Pandita Yeshe Gyeltshen (1713–1793) aus dem Kloster Trashilhünpo, dem Tutor (tibetisch : Wylie yongs 'dzin) des 8. Dalai Lama Jampel Gyatsho (1758–1804), erbaut worden sein. Nachdem der Tempel fertig war, zogen 100 Mönche ein. Wirtschaftskraft und Macht des Tempels waren nicht sehr groß. Trotzdem genoss er einiges Ansehen. Später verfiel der Tempel, wurde jedoch Anfang des 21. Jahrhunderts wieder aufgebaut und wieder von Mönchen bewohnt.
Der Tshechogling-Tempel ist nach Süden ausgerichtet und hat eine Baufläche von etwa 7.000 Quadratmetern. Die Hauptgebäude sind die Sutra-Halle und die Buddhistische Halle. Die Sutra-Halle verfügt über einen Kreuzgang mit 32 Säulen, eine Mönchsküche mit 4 Säulen und 68 Schlafräume für Mönche. Im Zentrum der buddhistischen Halle steht der mächtige und gütige Buddha (Sakyamuni Buddha). Sakyamuni ist mit einer Muschel auf dem Kopf geschmückt, hat einen tiefen, konkaven Mund, ein leichtes Lächeln, eine nackte Brust, trägt einen Mantel mit Doppelkragen und herabhängendem Kragen und ist überall mit Gold verziert. Er sitzt auf einem Lotusthron. Der Thron der Buddha-Statue ist von Edelsteinen wie Türkis, Koralle und Bernstein umgeben.